# Осциляції Рабі
Осциляції Рабі - періодична зміна заселеностей рівнів дворівневої квантової системи в полі електромагнітної хвилі. Частота осциляцій залежить від інтенсивності хвилі та матричного елементу переходу між рівнями.
Частота осциляцій, яку називають частотою Рабі, задається формулою 
{\displaystyle \Omega ={\sqrt {\Omega _{0}^{2}+\Delta ^{2}}}},
де {\displaystyle \Omega _{0}=|\mathbf {d} \cdot \mathbf {E} |/\hbar }, {\displaystyle \mathbf {E} } - напруженість електричного поля електромагнітної хвилі, {\displaystyle \mathbf {d} } - дипольний момент переходу, {\displaystyle \hbar } - зведена стала Планка, {\displaystyle \Delta =\omega -\omega _{0}} - непопадання частоти електромагнітної хвилі в резонанс.
Ефект названий на честь американського фізика Ісидора Рабі.

## Якісне пояснення
Якщо квантову дворівневу систему помістити в поле електромагнітної хвилі, резонансної з різницею енергій рівнів, то з часом, система, яка спочатку перебувала в основному стані, стане переходити в збуджений стан, поглинаючи енергію електромагнітного поля. Швидкість цього процесу залежить від інтенсивності електромагнітної хвилі. Поступово, стан системи змінюватиметься і в певний момент часу система опиниться в збудженому стані. Але квантова система може не тільки поглинати електромагнітні хвилі, а й випромінювати їх. В будь-який момент часу відбуваються обидва процеси. Коли квантова система перебуває цілком у збудженому стані, випромінювання переважатиме над поглинанням, і надалі система переходитиме в основний стан, аж поки повністю не поверне енергію електромагнітному полю. Надалі цикли продовжуватимуться до безмежності.